# سماق رفيع الأوراق
سماق رفيع الأوراق (الاسم العلمي:Rhus angustifolia) هو نوع من النباتات يتبع جنس السماق من الفصيلة البطمية.